# Клоос, Ханс
Ханс Клоос (нем. Hans Cloos; 8 ноября 1885, Магдебург — 26 сентября 1951, Бонн) — немецкий геолог-структурист, педагог, профессор Боннского университета (с 1926), доктор наук (с 1910). Член Академии наук ГДР.
Член  Гёттингенской академии наук.

## Биография
Окончил Фрейбургский университет (1909). 
Работал в Индонезии и Намибии до начала Первой мировой войны. Во время войны его геологические навыки были использованы на западном фронте.

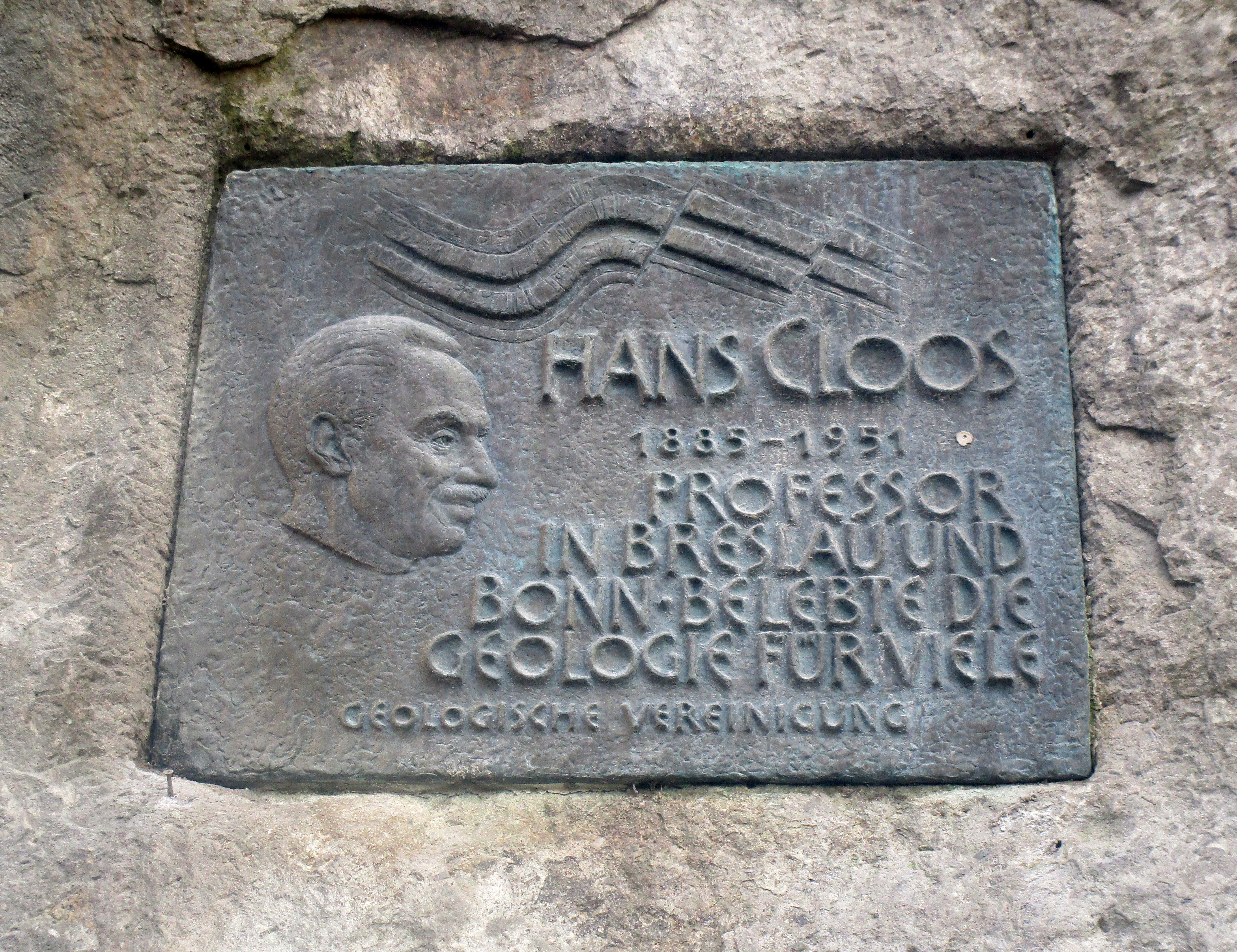
Мемориальная доска Клооса

После окончания войны начал изучать плутоны и их внутреннюю структуру. В 1919 году стал профессором геологии в Университете Бреслау. 
Показал, что изучение внутренней структуры гранитных массивов помогает выяснить их форму и способ внедрения. Предложил методику детального исследования тектоники гранитов и объяснил динамику образования в них трещин. 
Считал, что ориентировка минералов является следствием «растекания» магмы перпендикулярно к линии сжимающих тектонических усилий во время её внедрения. 
Большое внимание уделял связи вулканизма с тектоникой и проблеме происхождения крупных грабенов (рифтовых зон).
В 1977 году учреждена премия его имени, это высшая награда, которая вручается Международной ассоциацией инженерной геологии и окружающей среды (IAEG) инженеру-геологу за выдающиеся заслуги. Обычно премия вручается каждые два года во время международного конгресса IAEG.

## Избранные труды
- Weitere W Der Erongo, in: Btr. z. geol. Erforschung dt. Schutzgebietes, 1919;
- Der Mechanismus tiefvulkan. Vorgänge, 1921;
- Geol. d. Schollen in schles. Tiefengesteinen, in: Abhh. d. Preuß. Geol. Landes-Anstalt, 1920;
- Tektonik u. Magma I, II, ebenda 1922/24;
- Der Gebirgsbau Schlesiens u. d. Stellung seiner Bodenschätze, 1922;
- Einführung in d. tekton. Behandlung magmat. Erscheinungen (Granittektonik) I: Das Riesengebirge, 1925;
- Die Plutone d. Passauer Waldes, 1926;
- Zur experimentellen Tektonik, in: Die Naturwiss., 1931;
- Zur Mechanik großer Brüche u. Gräben, in: Zbl. f. Mineral. Geol., 1932;
- Der Gang einer Falte (Deecke-Festschr.), in: Fortschr. d. Geol.-Paläontol. 9, 1933;
- Zur tekton. Stellung d. Saargebietes, in: Zs. d. Dt. Geol. Ges., 1933;
- Einführung in d. Geol., 1936;
- Geol., Slg. Göschen, Bd. 13, ²1942;